# Commenchon
Commenchon – miejscowość i gmina we Francji, w regionie Hauts-de-France, w departamencie Aisne.
Według danych na styczeń 2014 roku gminę zamieszkiwało 198 osób, a gęstość zaludnienia wynosiła 59,5 osób/km².